# Geny kodujące białka mechanizmów naprawy DNA człowieka
DNA komórki jest stale narażone na czynniki uszkadzające. Sprawnie działające mechanizmy naprawy DNA funkcjonują w komórkach organizmów zarówno prokariotycznych, jak i eukariotycznych. Badania genomu ludzkiego pozwoliły zidentyfikować szereg genów kodujących białka biorące udział w różnorodnych mechanizmach naprawy DNA. Poznano dotąd ponad 130 genów o takiej, udowodnionej lub prawdopodobnej, funkcji. Nowe geny naprawy DNA są ciągle odkrywane dzięki badaniom porównawczym sekwencji genów człowieka i homologów tych genów u organizmów modelowych, takich jak E. coli i S. cerevisiae. Badania te mają znaczenie dla medycyny, ponieważ do tej pory zidentyfikowano już kilkanaście chorób, w których patogenezie mają udział niesprawne mechanizmy naprawy DNA.
| Gen             | Aktywność                                                                    | OMIM        | NCBI Entrez | Locus    | Uwagi                                             |
| --------------- | ---------------------------------------------------------------------------- | ----------- | ----------- | -------- | ------------------------------------------------- |
| UNG             | Uracylo-DNA glikozylaza                                                      | OMIM*191525 | NM_080911   | 12q24.11 | Dwie izoformy białka, w jądrze i w mitochondriach |
| SMUG1           | Uracylo-DNA glikozylaza                                                      | OMIM*607753 | NM_014311   | 12q13.13 |                                                   |
| MBD4            | Glikozylaza, usuwa głównie zmienione U albo T w parach z G w sekwencjach CpG | OMIM*603574 | NM_003925   | 3q21.3   |                                                   |
| TDG             | Usuwanie U, T lub etenoC w parze z G                                         | OMIM*601423 | NM_003211   | 12q23.3  |                                                   |
| OGG1            |                                                                              | OMIM*601982 | NM_016821   | 3p25.3   |                                                   |
| MUTYH (MYH)     |                                                                              | OMIM*604933 | NM_012222   | 1p34.1   |                                                   |
| NTHL1 (NTH1)    |                                                                              | OMIM*602656 | NM_002528   | 16p13.3  |                                                   |
| MPG             | Usuwa 3meA, etenoA, hipoksantynę                                             | OMIM*156565 | NM_002434   | 16p13.3  |                                                   |
| NEIL1           | Usuwa glikolowe pochodne tyminy                                              | OMIM*608844 | NM_024608   | 15q24.2  |                                                   |
| NEIL2           | Usuwa tlenowe pochodne pirymidynowe                                          | OMIM*608933 | NM_145043   | 8p23.1   |                                                   |
| APEX1           | AP endonukleaza                                                              | OMIM*107748 | NM_001641   | 14q11.2  |                                                   |
| APEX2           | AP endonukleaza                                                              |             | NM_014481   | Xp11.21  |                                                   |
| LIG3            | Ligaza DNA                                                                   | OMIM*600940 | NM_013975   | 17q12    |                                                   |
| XRCC1           | Czynnik dodatkowy ligazy                                                     | OMIM*194360 | NM_006297   | 19q13.31 |                                                   |
| PNKP            | Przekształca niektóre przerwania nici na możliwe do połączenia przez ligazę  | OMIM*605610 | NM_007254   | 19q13.33 |                                                   |
| PARP1 (ADPRT)   |                                                                              | OMIM*173870 | NM_001618   | 1q42.12  |                                                   |
| PARP2 (ADPRTL2) |                                                                              | OMIM*607725 | NM_005484   | 14q11.2  |                                                   |

| Gen             | Aktywność                | OMIM        | Locus        | NCBI Entrez | Uwagi |
| --------------- | ------------------------ | ----------- | ------------ | ----------- | ----- |
| MGMT            | Alkilotransferaza O6-meG | OMIM*156569 | NM_002412    | 10q26.3     |       |
| ALKBH2 (ABH2)   | Dioksygenaza 1-meA       | OMIM*610602 | NM_001001655 | 12q24.11    |       |
| ALKBH3 (DEPC-1) | Dioksygenaza 1-meA       | OMIM*610603 | NM_139178    | 11p11.2     |       |

| Gen  | Aktywność                            | OMIM        | NCBI Entrez | Locus    | Uwagi                                                                                        |
| ---- | ------------------------------------ | ----------- | ----------- | -------- | -------------------------------------------------------------------------------------------- |
| TDP1 | Usuwa wiązania kowalencyjne TOP1-DNA | OMIM*607198 | NM_018319   | 14q32.11 | Mutację w genie stwierdzono u pacjentów z ataksją rdzeniowo-móżdżkową z neuropatią aksonalną |

| Gen           | Aktywność                                                   | OMIM        | NCBI Entrez | Locus   | Uwagi                                                                         |
| ------------- | ----------------------------------------------------------- | ----------- | ----------- | ------- | ----------------------------------------------------------------------------- |
| MSH2          | Rozpoznanie niesparowania i pętli DNA (razem z MSH3 i MSH6) | OMIM*609309 | NM_000251   | 2p21    | Homolog MutS E. coli. Mutacje genu związane z zespołem Lyncha I (OMIM#120435) |
| MSH3          | Rozpoznanie niesparowania i pętli DNA (razem z MSH2 i MSH6) | OMIM*600887 | NM_002439   | 5q14.1  |                                                                               |
| MSH6          | Rozpoznanie niesparowania i pętli DNA (razem z MSH2 i MSH3) | OMIM+600678 | NM_000179   | 2p16.3  | Zmutowany w zespole Lyncha I (OMIM#120435)                                    |
| MSH4          | Ulega ekspresji w komórkach dzielących się mejotycznie      | OMIM*602105 | NM_002440   | 1p31.1  |                                                                               |
| MSH5          | Ulega ekspresji w komórkach dzielących się mejotycznie      | OMIM*603382 | NM_002441   | 6p21.33 |                                                                               |
| PMS1          |                                                             | OMIM+600258 | NM_000534   | 2q32.2  | Zmutowany w zespole Lyncha I (OMIM#120435)                                    |
| MLH1          |                                                             | OMIM*120436 | NM_000249   | 3p22.3  | Zmutowany w zespole Lyncha I (OMIM#120435) i II (OMIM#609310)                 |
| PMS2          |                                                             | OMIM+600259 | NM_000535   | 7p22.1  | Zmutowany w zespole Lyncha I (OMIM#120435)                                    |
| MLH3          | Homolog MutL o nieznanej funkcji                            | OMIM*604395 | NM_014381   | 14q24.3 | Zmutowany w zespole Lyncha I (OMIM#120435)                                    |
| PMS2L3        | Homolog MutL o nieznanej funkcji                            |             | NM_005395   | 7q11.23 |                                                                               |
| PMS2L4 (PMS6) | Homolog MutL o nieznanej funkcji                            |             | D38500      | 7q11.21 |                                                                               |

| Gen            | Aktywność                                                              | OMIM        | NCBI Entrez | Locus         | Uwagi                                                  |
| -------------- | ---------------------------------------------------------------------- | ----------- | ----------- | ------------- | ------------------------------------------------------ |
| XPC            | Wiąże uszkodzone DNA w kompleksie XPC-RAD23B-CETN2                     | OMIM+278720 | NM_004628   | 3p25.1        |                                                        |
| RAD23B (HR23B) |                                                                        | OMIM*600062 | NM_002874   | 9q31.2        |                                                        |
| CETN2          |                                                                        | OMIM*300006 | NM_004344   | Xq28          |                                                        |
| RAD23A (HR23A) |                                                                        | OMIM*600061 | NM_005053   | 19p13.2       |                                                        |
| XPA            |                                                                        | OMIM*611153 | NM_000380   | 9q22.33       | Zmutowany w xeroderma pigmentosum typu A (OMIM#278700) |
| RPA1           | Wchodzi w skład kompleksu „preincision” (RPA1-RPA2-RPA3) wiążącego DNA | OMIM*179835 | NM_002945   |               |                                                        |
| RPA2           | Wchodzi w skład kompleksu „preincision” (RPA1-RPA2-RPA3) wiążącego DNA | OMIM*179836 | NM_002946   | 1p35.3        |                                                        |
| RPA3           | Wchodzi w skład kompleksu „preincision” (RPA1-RPA2-RPA3) wiążącego DNA | OMIM*179837 | NM_002947   | 7p21.3        |                                                        |
| ERCC3 (XPB)    | Helikaza DNA 3'→5'                                                     | OMIM*133510 | NM_000122   | 2q14.3        | Zmutowany w xeroderma pigmentosum typu B (OMIM#610651) |
| ERCC2 (XPD)    | Helikaza DNA 5'→3'                                                     | OMIM*126340 | NM_000400   | 19q13.32      |                                                        |
| GTF2H1         | Podjednostka p62 rdzenia TFIIH                                         | OMIM*189972 | NM_005316   | 11p15.1       |                                                        |
| GTF2H2         | Podjednostka p44 rdzenia TFIIH                                         | OMIM*601748 | NM_001515   | 5q13.2        |                                                        |
| GTF2H3         | Podjednostka p34 rdzenia TFIIH                                         |             | NM_001516   | 12q24.31      |                                                        |
| GTF2H4         | Podjednostka p52 rdzenia TFIIH                                         | OMIM*601760 | NM_001517   | 6p21.33       |                                                        |
| GTF2H5 (TTDA)  | Podjednostka p8 rdzenia TFIIH                                          | OMIM*608780 | NM_207118   | 6p25.3        |                                                        |
| CDK7           | Podjednostka kinazowa TFIIH                                            | OMIM*601955 | NM_001799   | 5q13.2        |                                                        |
| CCNH           | Podjednostka kinazowa TFIIH (cyklina H)                                | OMIM*601953 | NM_001239   | 5q14.3        |                                                        |
| MNAT1          | Podjednostka kinazowa TFIIH                                            | OMIM*602659 | NM_002431   | 14q23.1       |                                                        |
| ERCC5 (XPG)    |                                                                        | OMIM*133530 | NM_000123   | 13q33.1       |                                                        |
| ERCC1          |                                                                        | OMIM*126380 | NM_001983   | 19q13.32      |                                                        |
| ERCC4 (XPF)    |                                                                        | OMIM*133520 | NM_005236   | 16p13.12      |                                                        |
| LIG1           | ATP-zależna ligaza DNA                                                 | OMIM*126391 | NM_000234   | 19q13.2-q13.3 |                                                        |
| CKN1 (CSA)     |                                                                        | OMIM*609412 | NM_000082   | 5q12.1        |                                                        |
| ERCC6 (CSB)    |                                                                        | OMIM+609413 | NM_000124   | 10q11.23      |                                                        |
| XAB2 (HCNP)    |                                                                        | OMIM*610850 | NM_020196   | 19p13.2       |                                                        |
| DDB1           |                                                                        | OMIM*600045 | NM_001923   | 11q12.2       |                                                        |
| DDB2           |                                                                        |             | NM_000107   | 11p11.2       |                                                        |
| MMS19L (MMS19) |                                                                        |             | NM_022362   | 10q24.1       |                                                        |

| Gen              | Aktywność                                                               | OMIM        | NCBI Entrez  | Locus    | Uwagi                                                            |
| ---------------- | ----------------------------------------------------------------------- | ----------- | ------------ | -------- | ---------------------------------------------------------------- |
| RAD51            | Homologiczne parowanie                                                  | OMIM*179617 | NM_002875    | 15q15.1  |                                                                  |
| RAD51L1 (RAD51B) |                                                                         | OMIM*602948 | NM_002877    | 14q24.1  |                                                                  |
| RAD51C           |                                                                         | OMIM*602774 | NM_002876    | 17q23.2  |                                                                  |
| RAD51L3 (RAD51D) |                                                                         | OMIM*602954 | NM_002878    | 17q12    |                                                                  |
| DMC1             |                                                                         | OMIM*602721 | NM_007068    | 22q13.1  |                                                                  |
| XRCC2            |                                                                         | OMIM*600375 | NM_005431    | 7q36.1   |                                                                  |
| XRCC3            |                                                                         | OMIM*600675 | NM_005432    | 14q32.33 |                                                                  |
| RAD52            | Dodatkowy czynnik biorący udział w rekombinacji                         | OMIM*600392 | NM_002879    | 12p13.33 |                                                                  |
| RAD54L           | Dodatkowy czynnik biorący udział w rekombinacji                         | OMIM*603615 | NM_003579    | 1p34.1   |                                                                  |
| RAD54B           | Dodatkowy czynnik biorący udział w rekombinacji                         | OMIM*604289 | NM_012415    | 8q22.1   |                                                                  |
| BRCA1            | Dodatkowy czynnik transkrypcyjny i rekombinacyjny, ligaza E3 ubikwityny | OMIM*113705 | NM_007295    | 17q21.31 |                                                                  |
| BRCA2 (FANCD1)   | Kooperacja z RAD51, niezbędny czynnik                                   | OMIM+600185 | NM_000059    | 13q13.1  |                                                                  |
| SHFM1 (DSS1)     | Związany z BRCA2                                                        | OMIM%183600 | NM_006304    | 7q21.3   | Mutacje związane z malformacjami dłoni i stóp typu ektrodaktylii |
| RAD50            | ATPaza w kompleksie z MRE11A i NBS1                                     | OMIM*604040 | NM_005732    | 5q23.3   |                                                                  |
| MRE11A           | egzonukleaza 3'                                                         | OMIM*600814 | NM_005590    | 11q21    |                                                                  |
| NBS1             |                                                                         | OMIM*602667 | NM_002485    | 8q21.3   | Zmutowany w zespole Nijmegen                                     |
| MUS81            | Strukturalno-specyficzna nukleaza DNA                                   | OMIM*606591 | NM_025128    | 11q13.1  |                                                                  |
| EME1 (MMS4L)     | Strukturalno-specyficzna nukleaza DNA                                   | OMIM*610885 | NM_152463    | 17q21.33 |                                                                  |
| EME2             | Strukturalno-specyficzna nukleaza DNA                                   | OMIM*610886 | NM_001010865 | 16p13.3  |                                                                  |

| Gen               | Aktywność                                               | OMIM        | NCBI Entrez | Locus   | Uwagi                                    |
| ----------------- | ------------------------------------------------------- | ----------- | ----------- | ------- | ---------------------------------------- |
| G22P1 (Ku70)      | Wiąże zakończenie nici DNA                              | OMIM*152690 | NM_001469   | 22q13.2 |                                          |
| XRCC5 (Ku80)      | Wiąże zakończenie nici DNA                              | OMIM*194364 | NM_021141   | 2q35    |                                          |
| PRKDC             | Katalityczna podjednostka DNA-zależnej kinazy białkowej | OMIM*600899 | NM_006904   | 8q11.21 |                                          |
| LIG4              | Ligaza                                                  | OMIM*601837 | NM_002312   | 13q33.3 | Mutacje w tym genie powodują zespół LIG4 |
| XRCC4             | Czynnik dodatkowy ligazy                                | OMIM*194363 | NM_003401   | 5q14.2  |                                          |
| DCLRE1C (Artemis) | Nukleaza                                                | OMIM*605988 | NM_022487   | 10p13   |                                          |

| Gen           | Aktywność    | OMIM        | Locus     | NCBI Entrez | Uwagi |
| ------------- | ------------ | ----------- | --------- | ----------- | ----- |
| NUDT1 (MTH1)  | 8-oksoGTPaza | OMIM*600312 | NM_002452 | 7p22.3      |       |
| DUT           | dUTPaza      | OMIM*601266 | NM_001948 | 15q21.1     |       |
| RRM2B (p53R2) |              | OMIM*604712 | NM_015713 | 8q22.3      |       |

| Gen           | Aktywność                                                | OMIM        | NCBI Entrez | Locus    | Uwagi |
| ------------- | -------------------------------------------------------- | ----------- | ----------- | -------- | ----- |
| POLB          | Bierze udział w BER jądrowego DNA                        | OMIM*174760 | NM_002690   | 8p11.21  |       |
| POLG          | Bierze udział w BER mitochondrialnego DNA                | OMIM*174763 | NM_002693   | 15q26.1  |       |
| POLD1         | Bierze udział w NER i MMR                                | OMIM*174761 | NM_002691   | 19q13.33 |       |
| POLE          | Bierze udział w NER i MMR                                | OMIM*174762 | NM_006231   | 12q24.33 |       |
| PCNA          |                                                          | OMIM*176740 | NM_002592   | 20p12.3  |       |
| REV3L (POLZ)  |                                                          | OMIM*602776 | NM_002912   | 6q21     |       |
| MAD2L2 (REV7) | Podjednostka polimerazy DNA χ (zeta)                     | OMIM*604094 | NM_006341   | 1p36.22  |       |
| REV1L (REV1)  | Transferaza dCMP                                         | OMIM*606134 | NM_016316   | 2q11.2   |       |
| POLH          |                                                          | OMIM*603968 | NM_006502   | 6p21.1   |       |
| POLI (RAD30B) | Ominięcie uszkodzenia („lesion bypass”)                  | OMIM*605252 | NM_007195   | 18q21.2  |       |
| POLQ          | Naprawa wiązań poprzecznych DNA („DNA crosslink repair”) | OMIM*604419 | NM_006596   | 3q13.33  |       |
| POLK (DINB1)  | Ominięcie uszkodzenia                                    | OMIM*605650 | NM_016218   | 5q13.3   |       |
| POLL          | Uzupełnianie ubytku podczas NHEJ                         | OMIM*606343 | NM_013274   | 10q24.32 |       |
| POLM          | Uzupełnianie ubytku podczas NHEJ                         | OMIM*606344 | NM_013284   | 7p13     |       |
| POLN (POL4P)  | Naprawa wiązań poprzecznych DNA (?)                      | OMIM*610887 | NM_181808   | 4p16.3   |       |

| Gen               | Aktywność                           | OMIM        | NCBI Entrez | Locus    | Uwagi |
| ----------------- | ----------------------------------- | ----------- | ----------- | -------- | ----- |
| FEN1 (DNase IV)   | 5'-nukleaza                         | OMIM*600393 | NM_004111   | 11q12.2  |       |
| TREX1 (DNase III) | 3'-egzonukleaza                     | OMIM*606605 | NM_033629   | 3p21.31  |       |
| TREX2             | 3'-egzonukleaza                     | OMIM*300370 | NM_007205   | Xq28     |       |
| EXO1 (HEX1)       | 5'-egzonukleaza                     | OMIM*606063 | NM_003686   | 1q43     |       |
| SPO11             | Endonukleaza                        | OMIM*605114 | NM_012444   | 20q13.32 |       |
| FLJ35220 (ENDOV)  | Wycinanie 3' uracylu i hipoksantyny |             | NM_173627   | 17q25.3  |       |

| Gen           | Aktywność                       | OMIM        | NCBI Entrez | Locus    | Uwagi |
| ------------- | ------------------------------- | ----------- | ----------- | -------- | ----- |
| UBE2A (RAD6A) | Enzym koniugujący ubikwitynę    | OMIM*312180 | NM_003336   | Xq24-q25 |       |
| UBE2B (RAD6B) | Enzym koniugujący ubikwitynę    | OMIM*179095 | NM_003337   | 5q31.1   |       |
| RAD18         | Ligaza E3 ubikwityny            | OMIM*605256 | NM_020165   | 3p25.3   |       |
| UBE2V2 (MMS2) | Kompleks koniugujący ubikwitynę | OMIM*603001 | NM_003350   | 8q11.21  |       |
| UBE2N (UBC13) |                                 | OMIM*603679 | NM_003348   | 12q22    |       |

| Gen           | Aktywność                                         | OMIM        | NCBI Entrez | Locus   | Uwagi |
| ------------- | ------------------------------------------------- | ----------- | ----------- | ------- | ----- |
| H2AFX (H2AX)  | Białko histonowe fosforylowane po uszkodzeniu DNA | OMIM*601772 | NM_002105   | 11q23.3 |       |
| CHAF1A (CAF1) |                                                   | OMIM*601246 | NM_005483   | 19p13.3 |       |

| Gen               | Aktywność                                                            | OMIM         | NCBI Entrez | Locus      | Uwagi                                                                                                  |
| ----------------- | -------------------------------------------------------------------- | ------------ | ----------- | ---------- | --- |
| BLM (RECQL3)      | Helikaza                                                             | OMIM*604610  | NM_000057   | 15q26.1    | Mutacje genu u chorych z zespołem Blooma (OMIM#210900)                                                 |
| WRN (RECQL2)      | Helikaza/ 3'-egzonukleaza                                            | OMIM*604611  | NM_000553   | 8p12-p11.2 | Mutacje genu u chorych z zespołem Wernera (OMIM#277700)                                                |
| RECQL4            | Helikaza                                                             | OMIM*603780  | NM_004260   | 8q24.3     | Mutacje genu u chorych z zespołem Rothmunda-Thomsona (OMIM#268400) i zespołem RAPADILINO (OMIM#266280) |
| ATM               | Kinaza fosfatydyloinozytolu                                          | OMIM*607585  | NM_000051   | 11q22.3    | Mutacje genu u chorych z ataksja-teleangiektazja (OMIM#208900)                                         |
| FANCA             | Zaangażowane w znoszenie efektów lub naprawę poprzecznych wiązań DNA | OMIM*607139  | NM_000135   | 16q24.3    | Mutacje genu u chorych z niedokrwistością Fanconiego (OMIM#227650)                                     |
| FANCB             | Zaangażowane w znoszenie efektów lub naprawę poprzecznych wiązań DNA | OMIM*300515  | NM_152633   | Xp22.31    | Mutacje genu u chorych z niedokrwistością Fanconiego                                                   |
| FANCC             | Zaangażowane w znoszenie efektów lub naprawę poprzecznych wiązań DNA | OMIM++227645 | NM_000136   | 9q22.32    | Mutacje genu u chorych z niedokrwistością Fanconiego                                                   |
| FANCD2            | Zaangażowane w znoszenie efektów lub naprawę poprzecznych wiązań DNA | OMIM+227646  | NM_033084   | 3p25.3     | Mutacje genu u chorych z niedokrwistością Fanconiego                                                   |
| FANCE             | Zaangażowane w znoszenie efektów lub naprawę poprzecznych wiązań DNA | OMIM+600901  | NM_021922   | 6p21.31    | Mutacje genu u chorych z niedokrwistością Fanconiego                                                   |
| FANCF             | Zaangażowane w znoszenie efektów lub naprawę poprzecznych wiązań DNA | OMIM+603467  | NM_022725   | 11p14.3    | Mutacje genu u chorych z niedokrwistością Fanconiego                                                   |
| FANCG (XRCC9)     | Zaangażowane w znoszenie efektów lub naprawę poprzecznych wiązań DNA | OMIM+602956  | NM_004629   | 9p13.3     | Mutacje genu u chorych z niedokrwistością Fanconiego                                                   |
| FANCI (KIAA1794)  | Zaangażowane w znoszenie efektów lub naprawę poprzecznych wiązań DNA | OMIM*611360  | NM_018193   | 15q26.1    | Mutacje genu u chorych z niedokrwistością Fanconiego                                                   |
| FANCL (PHF9)      | Zaangażowane w znoszenie efektów lub naprawę poprzecznych wiązań DNA | OMIM+608111  | NM_018062   | 2p16.1     | Mutacje genu u chorych z niedokrwistością Fanconiego                                                   |
| FANCM             | Zaangażowane w znoszenie efektów lub naprawę poprzecznych wiązań DNA | OMIM+609644  | NM_020937   | 14q21.3    | |
| FANCN (PALB2)     | Zaangażowane w znoszenie efektów lub naprawę poprzecznych wiązań DNA | OMIM*610355  | NM_024675   | 16p12.1    | Mutacje genu u chorych z niedokrwistością Fanconiego                                                   |
| FAAP24 (C19orf40) | Zaangażowane w znoszenie efektów lub naprawę poprzecznych wiązań DNA | OMIM*610884  | NM_152266   | 19q13.11   | Mutacje genu u chorych z niedokrwistością Fanconiego                                                   |

| Gen             | Aktywność                           | OMIM        | NCBI Entrez  | Locus   | Uwagi |
| --------------- | ----------------------------------- | ----------- | ------------ | ------- | ----- |
| DCLRE1A (SNM1)  | Naprawa wiązań krzyżowych DNA       | OMIM*609682 | NM_014881    | 10q25.3 |       |
| DCLRE1B (SNM1B) | Związany z SNM1                     | OMIM*609683 | NM_022836    | 1p13.2  |       |
| RPA4            | Podobny do RPA2                     |             | NM_013347    | Xp21.33 |       |
| APTX            | Naprawa jednoniciowych przerwań DNA | OMIM*606350 | NM_175073    | 9p21.1  |       |
| NEIL3           | Przypomina NEIL1 i NEIL2            | OMIM*608934 | NM_018248    | 4q34.3  |       |
| RECQL (RECQ1)   | Helikaza DNA                        | OMIM*600537 | NM_002907    | 12p12.1 |       |
| RECQL5          | Helikaza DNA                        | OMIM*603781 | NM_001003715 | 17q25.1 |       |
| HEL308          | Helikaza DNA                        | OMIM*606769 | NM_133636    | 4q21.23 |       |
| RAD52B (RDM1)   | Podobny do RAD52                    |             | NM_145654    | 17q12   |       |

| Gen           | Aktywność                                                         | OMIM        | NCBI Entrez | Locus   | Uwagi |
| ------------- | ----------------------------------------------------------------- | ----------- | ----------- | ------- | ----- |
| ATR           | Kinaza podobna do ATMK i PI3K                                     | OMIM*601215 | NM_001184   | 3q23    |       |
| RAD1          | Sensor uszkodzenia DNA podobny do PCNA                            | OMIM*603153 | NM_002853   | 5p13.2  |       |
| RAD9A         | Sensor uszkodzenia DNA podobny do PCNA                            | OMIM*603761 | NM_004584   | 11q13.2 |       |
| HUS1          | Sensor uszkodzenia DNA podobny do PCNA                            | OMIM*603760 | NM_004507   | 7p12.3  |       |
| RAD17 (RAD24) | Sensor uszkodzenia DNA podobny do RFC                             | OMIM*603139 | NM_002873   | 5q13.2  |       |
| CHEK1         | Kinaza efektorowa                                                 | OMIM*603078 | NM_001274   | 11q24.2 |       |
| CHEK2         | Kinaza efektorowa                                                 | OMIM+604373 | NM_007194   | 22q12.1 |       |
| TP53          | Regulacja cyklu komórkowego                                       | OMIM+191170 | NM_000546   | 17p13.1 |       |
| ATRIP (TREX1) | Związane z ATR                                                    | OMIM*606605 | NM_130384   | 3p21.31 |       |
| CLK2          | Białko punktu kontrolnego fazy S cyklu, białko zegara komórkowego | OMIM*602989 | NM_003993   | 1q22    |       |
| PER1          | Białko punktu kontrolnego fazy S cyklu, białko zegara komórkowego | OMIM*602260 | NM_002616   | 17p12   |       |